# کاروان (ترانه خوان تیزول و دوک الینگتون)
«کاروان» (به انگلیسی: Caravan) یک قطعهٔ استاندارد جاز آمریکایی است که خوان تیزول و دوک الینگتون آن را نوشته‌اند و اولین بار در سال ۱۹۳۶ اجرا شده‌است. تا به‌امروز بیش از ۳۵۰ نسخه از «کاروان» توسط نوازندگان مختلف اجرا شده‌است.

## نسخهٔ اصلی
اولین نسخهٔ اصلی و بدون کلام این قطعه در سال ۱۹۳۶ در هالیوود و توسط بارنی بیگارد و گروهش با همراهی دوک الینگتون و خوان تیزول ضبط شد. افراد مشارکت‌کننده در آن اجرا این‌ها بودند:
- کوتی ویلیامز: ترومپت
- خوان تیزول: ترومبون
- بارنی بیگارد: کلارینت
- هری کارنی: ساکسوفون باریتون
- دوک الینگتون: پیانو
- بیلی تیلور: کنترباس
- سانی گریر: درامز

## اجراهای معروف دیگر
- دوک الینگتون - نیویورک، ۱۴ می ۱۹۳۷[۱]
- آرت تیتوم - لس آنجلس، آوریل تا ژوئیهٔ ۱۹۴۹[۱]
- دیزی گیلیسپی - ۲۵ اکتبر ۱۹۵۱[۱]
- کلیفورد براون - ۱۱ اوت ۱۹۵۴[۲]
- تلانیوس مانک - در آلبوم تلانیوس مانک دوک الینگتون می‌نوازد - نیوجرسی، ۲۷ ژوئیهٔ ۱۹۵۵[۱]
- نت کینگ کول در آلبوم پس از نیمه‌شب - لس آنجلس، ۱۴ سپتامبر ۱۹۵۶[۱]
- سانتو اند جانی - در آلبوم سانتو اند جانی (۱۹۵۹)
- نلسون ریدل - ۱۹۶۱
- آرت بلیکی در آلبوم کاروان - نیویورک، ۲۳ اکتبر ۱۹۶۲[۱]
- وس مونتگومری - نیویورک، ۱۶ نوامبر ۱۹۶۴[۱]
- اسکار پترسون به‌همراه دیزی گیلیسپی در آلبوم اسکار پترسون و دیزی گیلیسپی - لندن، ۲۸ و ۲۹ نوامبر ۱۹۷۴[۱]
- آرت پپر - در آلبوم شب جمعه در ویلیج ونگارد - نیویورک، ۲۹ ژوئیهٔ ۱۹۷۷[۱]
- بیل هیلی چند اجرا شامل دو نسخهٔ استودیویی و چند نسخهٔ اجرای زنده
- وینتون مارسالیس - نیویورک، ۲۹–۳۰ می ۱۹۸۶ و ۲۴ و ۲۵ سپتامبر ۱۹۸۶[۱]
- مدسکی مارتین اند وود - در آلبوم نت‌هایی از زیرزمین - نیویورک، ۱۵ و ۱۶ دسامبر ۱۹۹۱[۱]
- دنی گاتون - کنسرت ۹ سپتامبر ۱۹۹۴ - منتشر شده در ۶ می ۱۹۹۷
- میشل کامیلو - نیویورک، ۱۸ تا ۲۰ ژانویهٔ ۱۹۹۳[۱]
- شیکاگو (گروه موسیقی) در آلبوم شب و روز: بیگ بند (۱۹۹۵)[۳]
- عبدالله ابراهیم در آلبوم قطعه‌هایی به‌یاد دوک الینگتون (۱۹۹۸)